# Grafschaft Zutphen

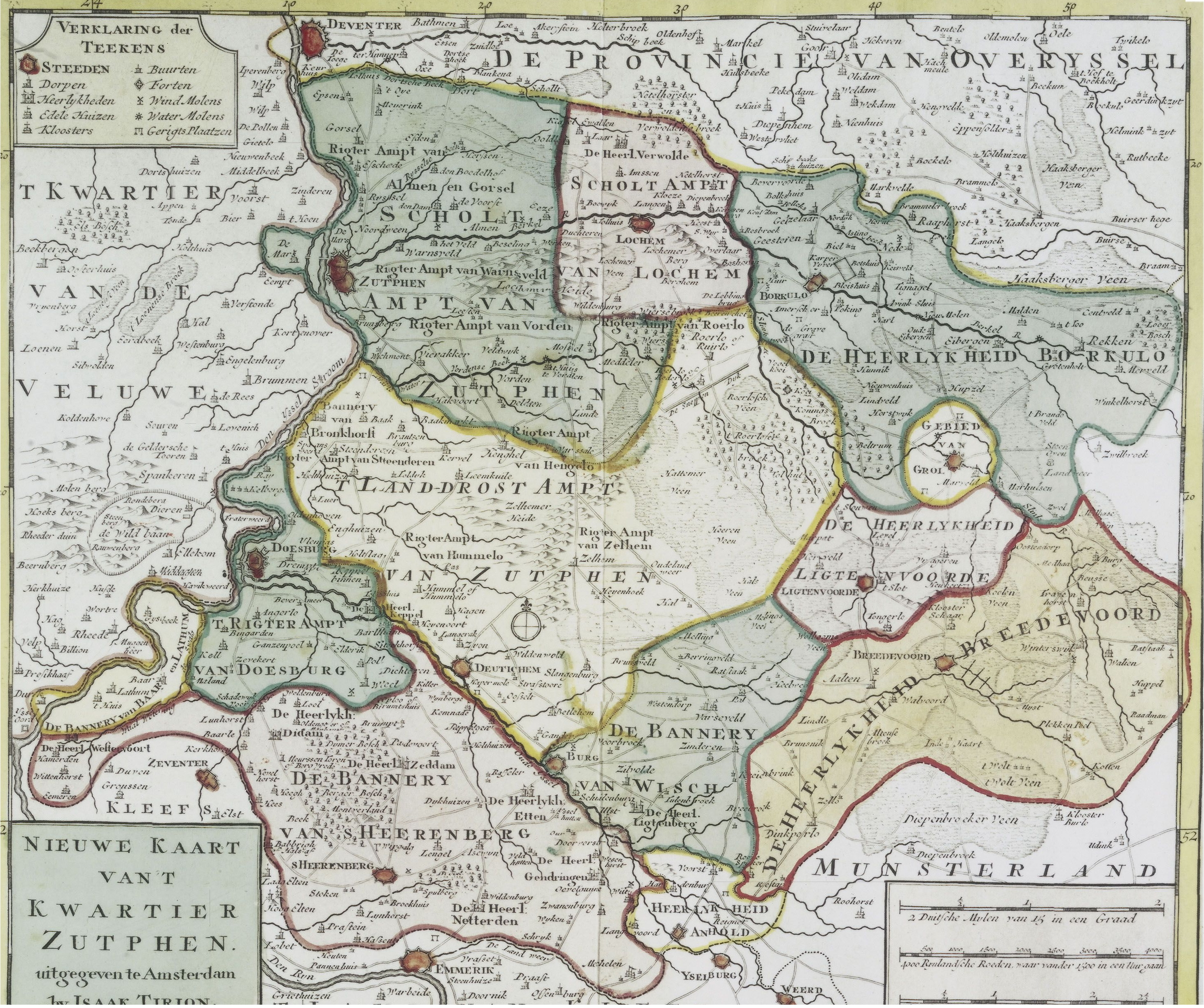
Karte der Grafschaft Zutphen

Die Herrschaft und spätere Grafschaft Zutphen entwickelte sich aus der Burg Zutphen an der Mündung der Berkel in die IJssel in der heutigen niederländischen Provinz Gelderland. Sie entstand als selbstständige Grafschaft 1046 und umfasste den nördlichen Teil des Gaus Hamaland.
Da die Grafschaft ein ähnliches Gebiet umfasste wie die Landschaft Achterhoek, werden heute Achterhoek und De Graafschap, trotz des unterschiedlichen Hintergrundes, synonym verwendet.

## Geschichte

### Hochmittelalter
Die Grafschaft im nördlichen Hamaland wurde im August 1046 von König Heinrich III. (1039–1056) dem Bischof von Utrecht geschenkt, nachdem er den bisherigen Besitzer, Gottfried mit dem Bart, Herzog von Niederlothringen, aus der Familie der Wigeriche wegen Rebellion abgesetzt hatte.
Die Urkunde von 1046 lässt den Schluss zu, dass Gottfried oder sein Vater und Vorgänger, Herzog Gotzelo I., im nördlichen Hamaland einen Lehensgrafen eingesetzt hatte, jemand, der mit der Ausübung des Grafenamtes durch den reichsunmittelbaren Grafen belehnt worden war. Es hat den Anschein, dass der Zustand kurz nach Weihnachten 1025 entstanden ist, da Herzog Gottfrieds Vater und Vorgänger, sich nämlich von September 1024 bis Weihnachten 1025 im Widerstand gegen die Nachfolge Kaiser Heinrichs II. durch Konrad II. befand, sich mit ihm jedoch Weihnachten 1025 wieder versöhnte. In dieser Zeit hatte Konrad einem Günstling, Werner, Grundbesitz im südlichen Hamaland und auf der Veluwe gegeben, das von Adela von Hamaland wegen ihrer Verwicklung in den Mord an dem Billunger Graf Wichmann III. im Oktober 1016 beschlagnahmt worden war. In einer in der Zeit zwischen 1046 und 1056 ausgestellten Urkunde agierte im südlichen Hamaland ein Graf Wecelo (eine bekannte Form von Werner), so dass angenommen werden kann, dass Wecelo/Werner Graf des südlichen Hamalands war. Demzufolge sollte im nördlichen Hamaland ebenfalls ein Graf eingesetzt worden sein, vermutlich der Stammvater des späteren Zutphener Grafenhauses, Gottschalk († 1063).
Da Gottschalk sich nicht am Aufstand seines Herzogs Gottfried mit dem Bart beteiligt hatte, konnte er nach dessen Niederlage im Amt bleiben. Normalerweise wäre er reichsunmittelbarer Graf geworden, aber da Heinrich III. 1046 das nördliche Hamaland dem Bischof von Utrecht schenkte, geschah dies nicht, und Gottschalk blieb Lehnsgraf, jetzt des Bischofs. So entstand 1046 die „Grafschaft Nördliches Hamaland“, die bald „Grafschaft Zutphen“ genannt wurde.
In der Urkunde von 1046 sind die Grenzen der Grafschaft wie folgt beschrieben: „De Rathnon (Rande bei Diepenveen) ad Hunne (die Schipbeek bei Olst), de Hunne ad Weicstapolon (Weggestapelen, zwischen Bathmen und Holten an der Schipbeek) inde ad Westerfle (Westerflier bei Diepenheim), de Westerfle ad Agastaldaburg (Hazelberg bei Lochem), de Agastaldaburg ad Stenere (Steenderen) per silvam, et in alia parte Isle de Louene (Leuvenheim bei Brummen) usque ad Erbeke (Eerbeek bei Brummen), de Erbeke ad Suthemp (Empe bei Voorst), et item ex alia parte Isle ad Ascethe (Eschde bei Gorssel).“ Die Schenkung umfasste auch das Recht der Münzprägung in Deventer.
Der bekannteste Graf von Zutphen ist Gottschalks Sohn Otto II., dessen Tochter Ermengard etwa 1127 Gerhard von Wassenberg heiratete, wodurch die Grafschaft Zutphen und die Grafschaft Geldern verschmolzen wurden. Der Sohn des Paares, Heinrich I., trat dann als Graf von Geldern und Zutphen auf. Als Geldern 1339 zum Herzogtum erhoben wurde, sprach man vom „Herzog von Geldern und Graf von Zutphen“.

### Spätmittelalter und 16. Jahrhundert
Geldern und Zutphen kamen 1371 an die Grafen von Jülich, 1423 an das Haus Egmond und 1538 an das Haus Von der Mark, die gleichzeitig Herzöge von Jülich, Kleve und Berg sowie Grafen von Mark und Ravensberg, sowie Herren von Ravenstein waren.
Im Gelderischen Erbfolgestreit zwischen den Von der Mark und den Habsburgern gelangte die Grafschaft zusammen mit dem Herzogtum Geldern 1543 aufgrund des Vertrags von Venlo an Habsburg. Seit diesem Zeitpunkt gehörte die Grafschaft Zutphen zum Burgundischen Reichskreis.
Im Jahre 1579 lösten sich die „sieben Provinzen“, die spätere Republik der Sieben Vereinigten Niederlande, vom Reich ab. Die drei nördlichen Quartiere (Verwaltungsbezirke) des Herzogtums Geldern (auch „Niederquartiere“ genannt), nämlich Arnhem (Veluwe), Nijmegen (Betuwe) und Zutphen, traten dem neuen Staat bei.
Siehe auch: Liste der Grafen von Zutphen

## Städte in der Grafschaft Zutphen
Neben der Hauptstadt Zutphen erhielten folgende Orte in der Grafschaft Stadtrecht:
- Bredevoort (1388)
- Bronkhorst (1482)
- Doetinchem (1236)
- Doesburg (1237)
- ’s-Heerenberg (1379)
- Keppel (1404, heute Ortsteil von Bronkhorst)
- Lochem (1233)
- Terborg (1419)
- Zevenaar (1487)

## Burgen in der Grafschaft Zutphen
Folgende Burgen sind heute noch vorhanden:
- Huis Bergh
- Hackfort
- Keppel
- Ruurlo in Berkelland
- Schuilenburg
- Schloss Ulft
- Huis 't Velde
- Verwolde
- Wisch
- Slangenburg

Weitere Burgen sind verfallen:
- Baer
- Bevervoorde
- Bredevoort
- Bronckhorst
- Dedingsweerde
- Didam
- Oud-Wisch
- Sevenaer
- Silvolde
- Sinderen
- Swanenburg
- Upladen
- Welmaring